# Dalbergia monophylla
Dalbergia monophylla là một loài thực vật có hoa trong họ Đậu. Loài này được G.A.Black miêu tả khoa học đầu tiên.